# Орманли (дем Долна Джумая)
 Тази статия е за селото в Сярско.  За селото в Драмско вижте Орманли (дем Драма).  За селото в Република Македония вижте Орманли.
Орманли или Орманлия (на гръцки: Δασοχώρι, Дасохори, катаревуса: Δασοχώριον, Дасохорион, до 1927 година Ορμανλή, Орманли) е село в Гърция, Егейска Македония, дем Долна Джумая (Ираклия), област Централна Македония. Според преброяването от 2001 година има 974 жители.

## География
Селото е разположено в Сярското поле северозападно от град Сяр (Серес) и югозападно от демовия център Долна Джумая (Ираклия), близко до източния бряг на Бутковското езеро (Керкини).

## История

### В Османската империя
През XIX век Орманли е изцяло българско село, числящо се към Сярска каза на Серския санджак.
Според „Етнография на вилаетите Адрианопол, Монастир и Салоника“ в 1873 година в Орманле (Ormanlé) има 6 домакинства и 26 жители българи.
В 1891 година Георги Стрезов пише за селото:
| „ | Орманли, 1/2 час на Ю от Джумая. Всички земеделци; земята дава освен жита и добро качество памук и малко тютюн. 12 български къщи, 90 турски, 40 черкезки и 30 цигански. | “ |

Според Васил Кънчов („Македония. Етнография и статистика“) в началото на XX век селото има 300 жители българи.
Всички християни от Орманли са под ведомството на Цариградската патриаршия. По данни на секретаря на Българската екзархия Димитър Мишев („La Macédoine et sa Population Chrétienne“) в 1905 година в Орманлия (Ormanlia) живеят 144 българи патриаршисти гъркомани и 36 цигани.

### В Гърция
През Балканската война селото е освободено от части на българската армия, но остава в Гърция след Междусъюзническата война. В 1926 година селото е прекръстено на Дасохори, но официално смяната влиза в регистрите в следващата 1927 година. Според преброяването от 1928 година селото е смесено местно-бежанско със 134 бежанско семейство и 540 души бежанци.
| Име          | Име           | Ново име    | Ново име    | Описание                                                                   |
| ------------ | ------------- | ----------- | ----------- | -------------------------------------------------------------------------- |
| Амуш Пеливан | Άμούς Πελιβάν | Палестра    | Παλαίστρα   | местност на ЮЮЗ от Орманли                                                 |
| Чавдарка     | Τσαβδάρκα     | Сикалотопос | Σικαλότοπος | местност на ЮИ от Чавдар; от турското çavdar, „ръж“ и топонимична наставка |
| Коли бунар   | Κολί Μπουνάρ  | Пиги        | Πηγή        | местност на Ю от Орманли                                                   |
| Орман        | Πτελέα Όρμάν  | Фтелиес     | Φτελιές     | местност на ЮЗ от Орманли                                                  |